# フィリッポ・メレゴーニ
フィリッポ・メレゴーニ（Filippo Melegoni, 1999年2月18日 - ）は、イタリア・ベルガモ出身のサッカー選手。ジェノアCFC所属。ポジションはミッドフィールダー。

## 経歴

### クラブ
ベルガモ出身で、地元クラブのアタランタBCでキャリアをスタートさせた。ミッドフィールダーとしてプレーし、幼少期の憧れの選手であるジネディーヌ・ジダンとデビッド・ベッカムのプレースタイルを参考にしていると語っている。
アタランタのユースチームでプレーし、U-17チームでは24試合に出場し、6ゴールを記録した。2016年から、プリマヴェーラでプレーし、中盤の中央のポジションで主力としての地位を確立した。トップチームで何試合かベンチ入りした後に、2017年1月22日、UCサンプドリア戦で先発出場した。ハーフタイムに交代するまでプレーし、試合は1-0で勝利した。
2018年8月11日、セリエBのデルフィーノ・ペスカーラ1936にレンタル移籍した。2019年7月23日、レンタル契約を1年間延長した。
2020年9月16日、ジェノアCFCに買取オプション付きの2年間のレンタルで移籍した。

### 代表
U-15、U-16、U-17のイタリア代表でプレーし、U-19イタリア代表としても活躍した。U-17では、キャプテンも務めた。U-17オランダ代表戦で代表での初ゴールを挙げ、U-17代表では通算29試合に出場した。U-18代表をとばして、ロベルト・バローニオ監督率いるU-19代表に招集された。U-19代表での初ゴールは2試合目の出場となったチェコ代表戦で記録した。
2020年9月3日、U-21スロベニア代表戦でU-21イタリア代表としてデビューし、その試合の2点目のゴールを挙げて2-1での勝利に貢献した。

## 人物・エピソード
2020年9月30日、イタリアで新型コロナウイルスが大流行する中、メレゴーニも陽性反応が検出された。